# Luigi Tenco
Luigi Tenco, né le 21 mars 1938 à Cassine et mort le 27 janvier 1967 à Sanremo, est un auteur-compositeur-interprète italien.
Son suicide, qui a lieu à Sanremo alors qu'il participe au festival de la chanson italienne, a longtemps été entouré de mystère.

## Biographie

### Jeunesse
Tenco n'a pas connu son père, Giuseppe, qui meurt avant sa naissance dans des circonstances obscures. Certains affirment que Giuseppe n’est pas son vrai père et qu’il aurait été le fruit d’une relation extraconjugale de sa mère, Teresa Zoccola.
Il passe sa prime enfance entre Cassine et Ricaldone, d’où est originaire sa mère. En 1948, la famille se déplace vers la Ligurie, d'abord à Nervi et ensuite à Gênes, où sa mère ouvre un commerce de vins (le magasin "Enos") dans le quartier de la Foce. Il fréquente, avec d’assez bons résultats, d'abord le lycée classique puis le lycée scientifique.
En 1953, il crée un groupe musical, le Jerry Roll Boys Jazz band (composé de Danilo Dègipo à la batterie, Bruno Lauzi au banjo, Alfred Gerard à la guitare et lui-même à la clarinette). Puis le groupe I Diavoli del Rock est constitué avec Roy Grassi et Gino Paoli.
Il s'inscrit à la faculté d’Ingénierie puis à celle de Sciences politiques. Pendant cette période, il fait partie du Modern Jazz Group de Mario De Sanctis. Avec Marcello Minerbi et Luigi Coppola il crée un trio au nom curieux de Trio Garibaldi, qui n'a qu'une vingtaine de jours d'existence.

### Carrière musicale
Ses débuts discographiques remontent à 1959 avec le groupe Les Cavaliers, dont font partie Gianfranco Reverberi, Paolo Tomelleri, Enzo Jannacci et Nando De Luca, et qui enregistre le 45 tours Mai, suivi de Mi chiedi solo amore. C'est à cette époque que Luigi Tenco adopte le pseudonyme de Gigi Mai.
En 1961, il sort son premier disque solo sous son vrai nom : I miei giorni perduti. En 1962, il traverse une brève expérience cinématographique avec le film La cuccagna di Luciano Salce, dans lequel il chante le morceau La ballata dell'eroe, composé par son ami Fabrizio De André. Ensuite, Luigi Comencini pense à Tenco pour interpréter le protagoniste du film La ragazza di Bube (d'après un roman de Carlo Cassola). Enfin, il choisira George Chakiris, la vedette de West Side Story.
Toujours dans les années soixante, il noue une grande amitié avec le poète anarchiste génois Riccardo Mannerini.
Le premier 33 tours de Tenco sort en 1962 et contient des succès comme Mi sono innamorato di te et Angela, mais aussi Cara maestra qui est rejeté par la commission de censure (la retransmission de ce morceau est interdite pendant deux ans sur la RAI).
En 1963, il rompt son amitié avec Gino Paoli en raison de la relation de ce dernier avec la jeune actrice Stefania Sandrelli qu'il n'approuve pas en tant qu'ami d'Anna, l'épouse de Paoli. Tenco eut une relation avec Sandrelli afin de prouver à Paoli qu'elle n'était pas une femme pour lui.
En septembre de la même année, ses chansons Io sì et Una brava ragazza sont de nouveau bloquées par la censure. Le texte de Io sì (« J'aurais ») est considéré trop sexuellement explicite (« Je t'aurais appris quelque chose de l'amour qui pour lui est un péché ») ; par ailleurs, Una brava ragazza (« Une fille bien ») est tout à fait un éloge d'une fille qui agit avec assez peu de pruderie. Peu de temps auparavant, il avait quitté la maison de disques Ricordi pour Jolly (Joker).
En 1965, après de nombreux reports, il effectue son service militaire, mais il sera souvent hospitalisé. Pendant son service militaire, il effectue un voyage en Argentine avec son ami Gianfranco Reverberi. À cette époque, en Italie, il était interdit de se rendre à l'étranger pendant la période du service. Aussi, un mystère demeure : comment Tenco a réussi à voyager alors que (précise Reverberi dans son livre La testa nel secchio) l'armée italienne ne lui avait pas rendu son passeport ? En Argentine, Tenco était très célèbre puisque l'une de ses chansons, Ho capito che ti amo (« J'ai compris que je t'aime »), avait été utilisée dans le téléroman El amor tiene cara de mujer.
L'année suivante, il signe un contrat avec RCA et sort Un giorno dopo l'altro, qui devient la musique de la série télévisée Le commissaire Maigret (il en a enregistré une version française intitulée Le temps file ses jours). Les autres succès de cette époque sont : Lontano lontano, Uno di questi giorni ti sposerò, E se ci diranno, Ognuno è libero.
À Rome, il fait la connaissance de la chanteuse Dalida.
Toujours à cette époque, il collabore avec le groupe beat The Primitives, conduit par Mal, pour lequel il écrit, en association avec Sergio Bardotti, le texte en italien de deux chansons I ain't gonna eat my heart anymore, qui deviendra le grand succès Yeeeeeeh!, et Thunder'n lightnin, traduit par « Johnny no! » et inclus dans l’album du groupe Blow Up.

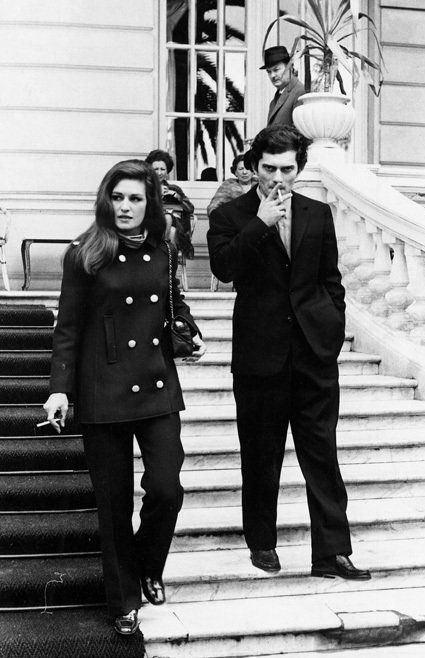
Dalida et Luigi Tenco sortant du festival de Sanremo en 1967.

### Suicide
Le 26 janvier 1967, il se présente, peut-être à contrecœur, au Festival de Sanremo avec la chanson Ciao amore, ciao, chantée, comme c’était l’usage à cette époque, par deux chanteurs séparément : d'abord Tenco lui-même, ensuite Dalida. Selon quelques témoignages, il semble qu'initialement Tenco n'appréciait pas Ciao amore ciao, mais Dalida réussit à le convaincre de la présenter au festival.
Le premier texte de la chanson, Li vidi tornare (« Je les ai vu revenir »), était un conte autobiographique : Tenco se rappelait d'un épisode de son enfance, pendant la guerre, où il avait vu de très jeunes soldats marcher pour aller mourir au front. On lui avait demandé de changer son texte, considéré trop antimilitariste pour Sanremo.

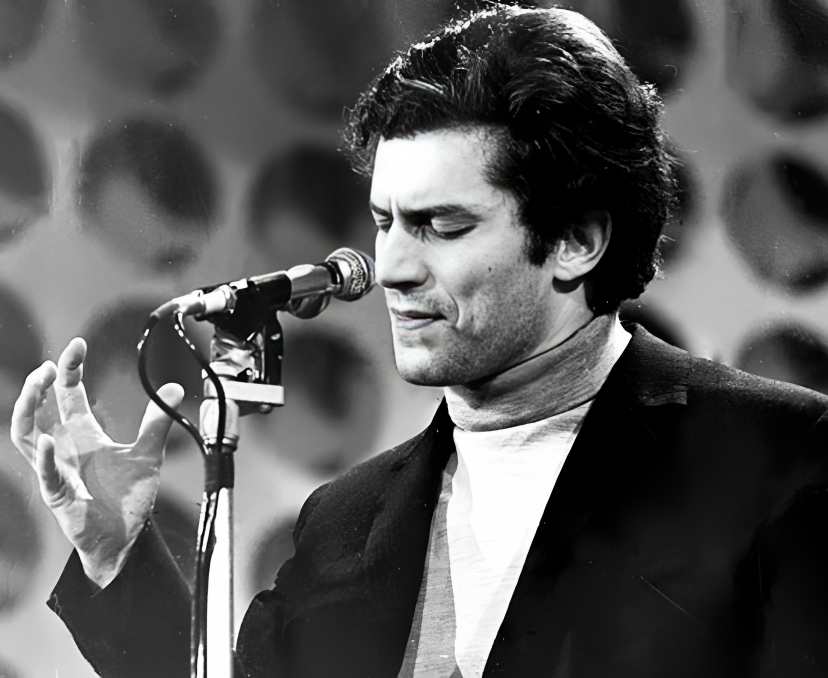
Luigi Tenco interprétant sa chanson au Festival de Sanremo en janvier 1967, quelques heures avant sa mort.

La chanson n'est pas retenue à la soirée finale du Festival, se classant à la douzième place. Au repêchage, c'est la chanson La rivoluzione de Gianni Pettenati qui est choisie, presque imposée par le journaliste Ugo Zatterin, membre du jury qui, pour avoir forcé le repêchage de La rivoluzione (que Pettenati a chanté avec Gene Pitney, vedette internationale), se disputa avec Lello Bersani, l'un des jurés. Ayant appris la nouvelle, Tenco réagit d'abord comme si son échec n'avait pas d'importance. Ensuite, il s'est montré très en colère, refusant d'aller dîner avec Dalida et ses producteurs au restaurant Nostromo. Revenu dans sa chambre de l’Hôtel Savoy, il est par la suite retrouvé mort, une balle dans la tête, par Dalida elle-même. On trouve dans la chambre un billet écrit de sa main portant ces mots : « Je n’ai voulu que le bien au public italien et je lui ai consacré inutilement cinq ans de ma vie. Je fais ceci non parce que je suis fatigué de la vie (pas du tout), mais comme un acte de protestation contre un public qui envoie Io tu e le rose en finale et contre une commission qui sélectionne La rivoluzione. J'espère que cela servira à ouvrir des yeux… Ciao. Luigi. »
Ceci, évidemment, fait tout d'abord penser à un suicide. D’autant que Tenco avait fait l’acquisition, en novembre 1966, d’une arme pour son auto-défense, un pistolet semi-automatique Walther PPK. Toutefois, pendant plusieurs décennies, de nombreux doutes se sont accumulés sur les causes réelles de sa mort. Par exemple, le corps avait été retrouvé avec une blessure par balle à la tempe gauche : détail particulièrement troublant, Tenco n’était pas du tout gaucher. En outre, on ne retrouva jamais le projectile responsable de la mort. La police a été plusieurs fois accusée d'avoir conduit une enquête de manière trop précipitée. Par exemple, le corps de Tenco avait été transporté rapidement à la morgue, ensuite on l'a déplacé encore une fois jusqu'à sa chambre pour prendre les photographies qu'on avait oublié de faire pour le dossier de l'enquête.
En 2004, dans le programme télévisé Domenica In, le commissaire qui s'était occupé de l'affaire Tenco, Arrigo Molinari, déclara à l'animateur Paolo Bonolis qu'il était sûr que Tenco ne s'était pas suicidé, au contraire (dit-il), il s'agissait d'un « meurtre collectif ». Il a justifié les fautes qu'il a commises pendant l'enquête disant avoir été empêché d'enquêter correctement. Molinari est mort peu après cette interview.
Après des années de pressions exercées par la presse, le 12 décembre 2005, soit 38 ans après le drame, le Procureur général de Sanremo demande l’exhumation du corps pour tenter d’établir la vérité une fois pour toutes, c'est-à-dire pour savoir si Tenco s’était suicidé ou, comme la rumeur en avait couru durant toutes ces années, s'il avait été assassiné pour des raisons à déterminer.
Le 15 février 2006, l’affaire Tenco est officiellement close. En effet, la nouvelle expertise du corps de Tenco aboutit à réaffirmer la thèse du suicide, toutes les autres hypothèses étant écartées. Cependant, contre toute attente, la balle n’a pas été retrouvée dans le crâne et, naturellement, la thèse d'un assassinat continue de circuler en dépit de la décision de justice.
En 2013, deux criminologues, Nicola Guarneri et Pasquale Ragone, ont procédé à une contre-enquête. Leurs résultats ont convergé dans le livre Le ombre del silenzio (2013). Leur travail commence par une analyse des incohérences entre la douille trouvée dans la chambre de Tenco et celle qu'un pistolet Walther PPK (identique à celui de Tenco) aurait pu expulser. Le professeur de balistique Martino Farneti, consulté en tant qu'expert, a prouvé que les deux douilles ont des différences remarquables. Comme il n'y a aucune preuve que le pistolet de Tenco était dans sa chambre (dans un rapport de la police du 27 janvier, on le répertorie en effet dans la voiture de Tenco), Guarneri et Ragone émettent l'hypothèse d'un assassinat. Dans leur supposition, le pistolet utilisé pour tuer le chanteur aurait bien pu être un Beretta 70, un modèle semblable au Walther de Tenco, mais sur lequel on peut poser un silencieux. En effet, la version officielle soutient que Tenco s'est tué dans sa chambre. Or personne n'a entendu le bruit du coup de feu. Ni Lucio Dalla, qui logeait à côté de Tenco, ni le journaliste Sandro Ciotti, qui logeait devant Tenco. De plus, le journaliste Mino Durant du Corriere della Sera (expert en armes à feu) a déclaré que, quand il entra dans la chambre de Tenco, le pistolet qu'il vit était un Beretta.
Le producteur discographique Paolo Dossena a raconté plusieurs fois qu'il avait conduit la voiture de Tenco de Rome à Sanremo et qu'il avait découvert, voyageant sur l'Aurelia et s'arrêtant à un poste de contrôle, que Tenco avait un Walther PPK dans le petit tiroir du tableau de bord de sa voiture. Se mettant en colère contre Tenco qui ne l'avait pas prévenu, une fois arrivé à Sanremo, Dossena demanda au chanteur pourquoi il emmenait avec lui un pistolet. Tenco lui confessa avoir peur pour sa vie, car quelques semaines auparavant, on avait essayé d'attenter à ses jours, près de Santa Margherita Ligure, pendant qu'il conduisait.
Du fait que la police n'interrogea que Dalida et le journaliste Piero Vivarelli, Guarneri et Ragone remarquent qu'il n'est pas si clair que Dalida ait vraiment été la première à entrer dans la chambre de Tenco. Avant l'appel de la chanteuse, le concierge de l'Hôtel Savoy (interrogé par des journalistes) déclara avoir reçu un autre coup de téléphone : une voix masculine lui avait demandé d'appeler un médecin parce que Tenco ne se sentait pas bien. D'ailleurs, le billet aussi n'avait pas été remarqué par ceux qui étaient entrés en premier dans la chambre de Tenco, notamment Lucio Dalla et Paolo Dossena. C'est Piero Vivarelli qui le donna à la police après avoir passé quelques minutes dans la chambre de Dalida, en parlant avec elle. Guarneri et Ragone supposent que le billet, écrit par Tenco, aurait pu être le dernier feuillet d'un discours d'une toute autre nature, plus long, peut-être en rapport avec son désir, maintes fois exprimé, d'abandonner le métier de chanteur pour se consacrer uniquement à l'écriture de chansons.
Le journaliste Philippe Brunel a consacré un livre à l'affaire Tenco, La Nuit de Sanremo, dans lequel il parle des difficultés presque insurmontables face à la recherche de la vérité.
Luigi Tenco est enterré au cimetière de Ricaldone avec mention de sa mort au 27 janvier 1967 sur la plaque tombale.

## Hommages

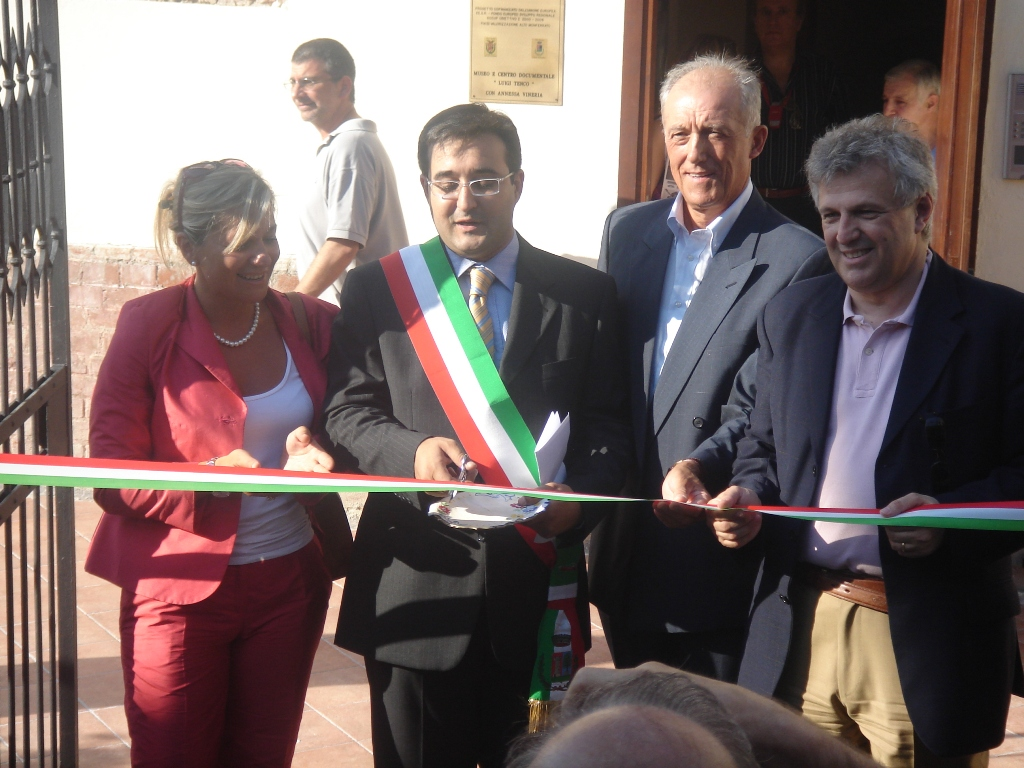
Inauguration du musée Tenco.

Peu de mois après la mort de Tenco, Fabrizio De André publie Preghiera in gennaio (Volume I) pour honorer la mémoire de son ami disparu. Ce texte, depuis des décennies, fait partie des nombreuses anthologies scolaires de littérature italienne.
Quelques années plus tard, Francesco De Gregori, évoque Tenco dans la chanson Festival. En 1974, en son honneur, est créé le « Prix Tenco », manifestation à laquelle ont participé les plus grands chanteurs. En 1972, Amilcare Rambaldi fonde à Sanremo le « Club Tenco » dans le but de réunir tous ceux qui, en recueillant le message de Luigi Tenco, se proposent de valoriser la chanson d'auteur. Tous les ans au Théâtre Ariston de Sanremo est programmée la « Rassegna » (rencontre) de la chanson d'auteur. À Ricaldone, un hommage est rendu tous les ans à Tenco, en été, au travers de la manifestation « L'isola in collina » avec la participation de chanteurs.

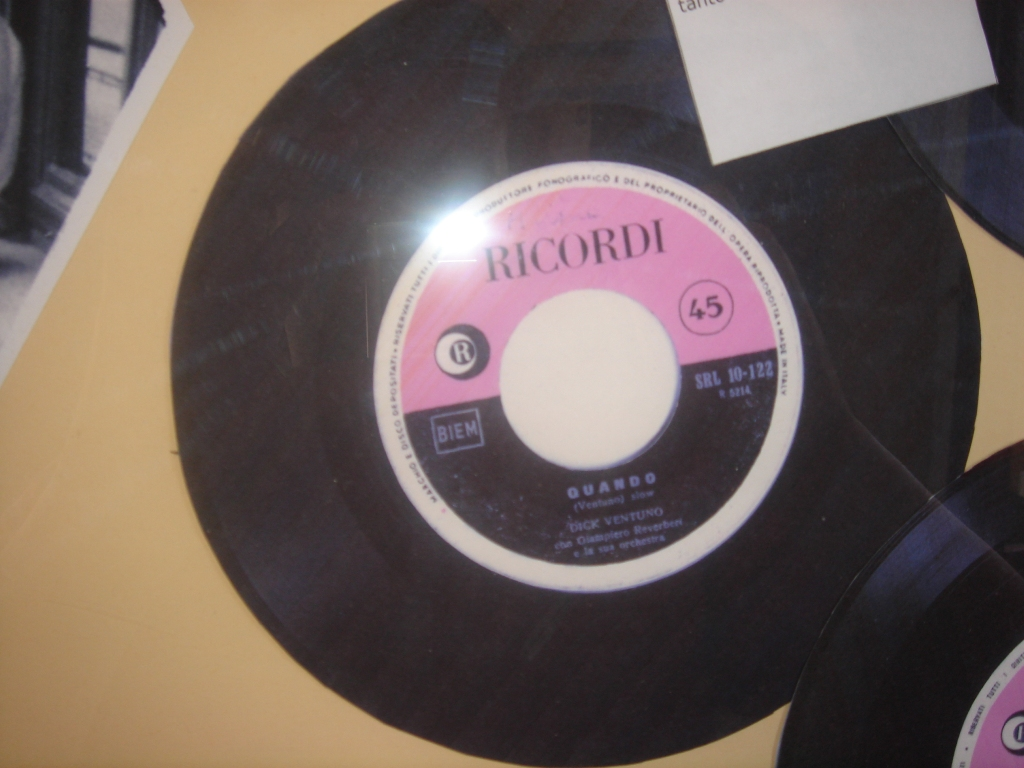
Un 45 tours de Luigi Tenco.

En 1988, Steven Brown (Tuxedomoon) sort l'album 33 tours Steven Brown plays Luigi Tenco, avec Daniele Biagini au piano. Une tournée s'ensuit en Italie, qui rencontre un vif succès. En 1989, une seconde tournée, Steven Brown with friends, a lieu en Italie avec les chansons de Luigi Tenco au répertoire et les musiciens Steven Brown, Nikolas Klau, Luc Van Lieshout et le pianiste belge Marc Lerchs.
Le 20 juillet 2006 a été inauguré à Sanremo le « Centro di Documentazione Permanente Luigi Tenco », premier musée en Italie consacré à un chanteur. Le souvenir de Luigi Tenco suscite beaucoup d'émotion dans l’autobiographie de son ami Bruno Lauzi.
Au cours de la dernière soirée du festival de 2007, Renato Zero interprète à Sanremo Ciao Amore, Ciao dans un pot-pourri en hommage à Tenco et touche le public de l’Ariston et l'Italie entière par son interprétation magistrale.
Dans le téléfilm Dalida (2005), Luigi Tenco est interprété par Alessandro Gassmann.
Dans le film biopic Dalida (2017), Luigi Tenco est interprété par Alessandro Borghi.
Lors du festival de Sanremo 2017, à l'occasion du 50e anniversaire de sa mort, Tiziano Ferro chante une de ses chansons en hommage.

## Postérité
- Premio Tenco : prix de musique italienne décerné chaque année depuis 1974 à la Rassegna della canzone d'autore (en français : Manifestation de la chanson des auteurs) du Club Tenco.

## Sources
- (it) Cet article est partiellement ou en totalité issu de l’article de Wikipédia en italien intitulé « Luigi Tenco » (voir la liste des auteurs).